# Terry Bradshaw
Terry Paxton Bradshaw (Shreveport, Louisiana, 2 september 1948), bijgenaamd Blonde Bomber, is een voormalig Americanfootballspeler. Als quarterback speelde hij vanaf 1971 voor de Pittsburgh Steelers in de National Football League (NFL) en leidde de ploeg tussen 1974 en 1980 naar vier overwinningen in de Super Bowl. In 1979 werd Bradshaw door het tijdschrift Sports Illustrated tot Sportman van het Jaar verkozen.
Terry Bradshaw stopte in 1983 als actieve speler en werd in 1989 opgenomen in de Pro Football Hall of Fame. Hij werd daarnaast ook verkozen tot het National Football League 1970s All-Decade Team en kreeg in 1978 de Bert Bell Award. Na zijn spelerscarrière was hij voor meerdere zenders commentator van America football in de Verenigde Staten. In 2006 maakte hij bekend dat hij terug zou keren op het veld, nadat hij een contract getekend had voor een team uit de American Indoor Football League. Wegens aanhoudende blessures kwam hij echter niet in actie voor het team. Van 2001 tot 2006 was Bradshaw tevens mede-eigenaar van het NASCAR-raceteam FitzBradshaw Racing (het huidige Trail Motorsport).

## Entertainment
Naast zijn sportcarrière trad Bradshaw ook op verschillende televisieseries, waaronder Blossom, Malcom in the Middle,  Married... with Children, The League en Modern Family. Ook was zijn stem te horen in een aflevering van de Simpsons, waarin hij zichzelf speelde. Naast televisieseries was Bradshaw ook te zien in de films The Cannonball Run, naast Burt Reynolds en Roger Moore, en Failure to Launch (samen met Sarah Jessica Parker). Sinds 2016 is hij samen met Henry Winkler, George Foreman en William Shatner één van de hoofdrolspelers in de realityserie Better Late Than Never. In 2019 nam Bradshaw, vermomd als hert, deel aan het eerste seizoen van de Amerikaanse The Masked Singer, waar hij in de derde aflevering het programma moest verlaten.